# Maison aux 6-8, rue de l'Église à Rosheim
La maison aux 6-8, rue de l'Église est un monument historique situé à Rosheim, dans le département français du Bas-Rhin.

## Localisation
Ce bâtiment est situé aux 6-8, rue de l'Église à Rosheim.

## Historique
L'édifice fait l'objet d'une inscription au titre des monuments historiques depuis 1930.